# Ruta de Illinois 38
La Ruta de Illinois 38, y abreviada IL 38 (en inglés: Illinois Route 38) es una carretera estatal estadounidense ubicada en el estado de Illinois. La carretera inicia en el oeste desde la US 52     en Dixon hacia el este en la US 12  , US 20 , US 45  en Westchester. La carretera tiene una longitud de 143,7 km (89.28 mi).

## Mantenimiento
Al igual que las autopistas interestatales, y las rutas federales y el resto de carreteras estatales, la Ruta de Illinois 38 es administrada y mantenida por el Departamento de Transporte de Illinois por sus siglas en inglés IDOT.